# Jussy (Moselle)

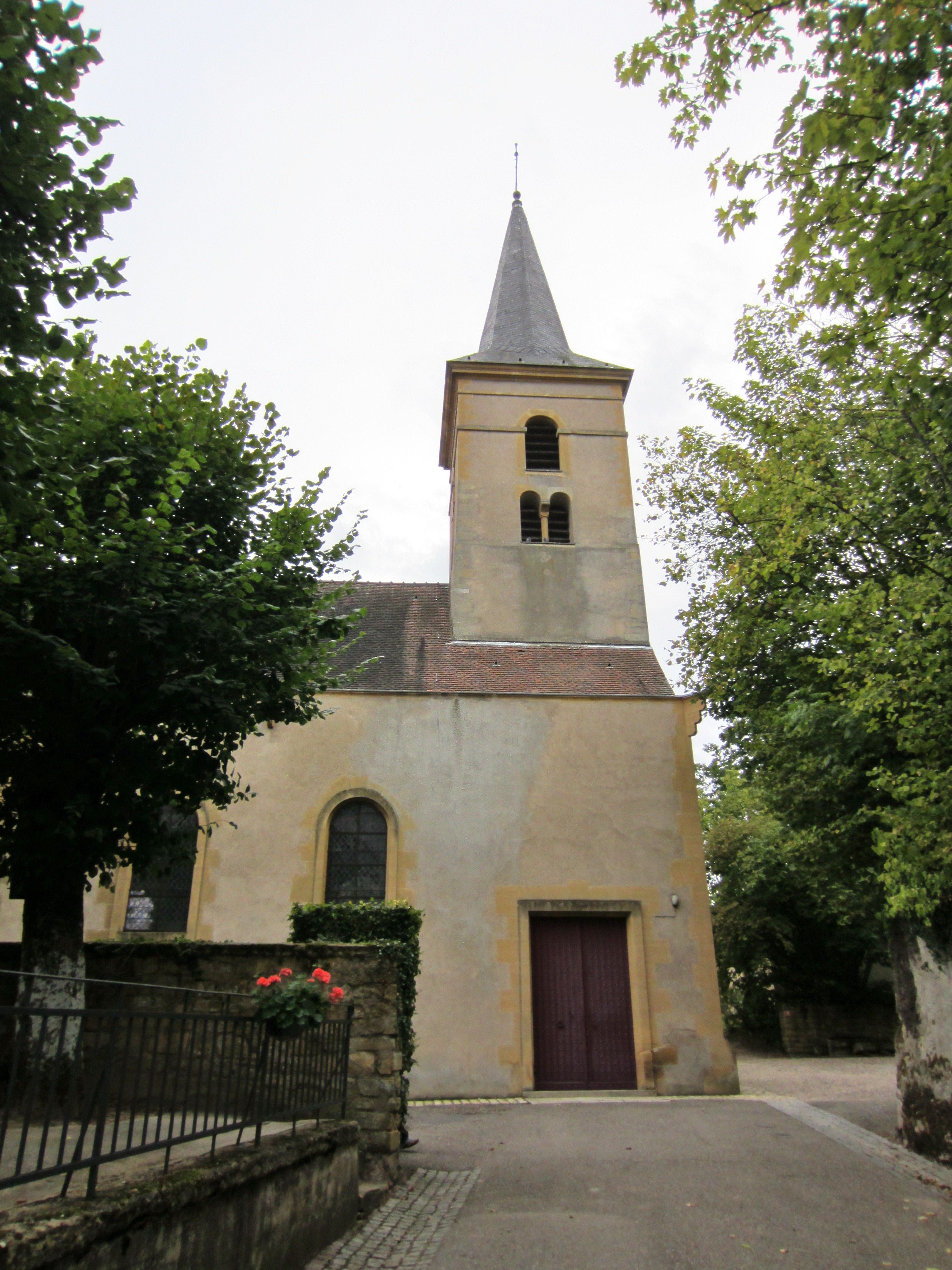
Kirche St. Hilaire

Jussy ist eine französische Gemeinde mit 458 Einwohnern (Stand 1. Januar 2022) im Département Moselle in der Region Grand Est (bis 2015 Lothringen). Sie gehört zum Arrondissement Metz.

## Geographie
Die Gemeinde Jussy liegt in Lothringen, am linken Ufer der Mosel, sieben Kilometer südwestlich von Metz und neun Kilometer nordöstlich von Gorze, auf einer Höhe zwischen 165 und 345 m über dem Meeresspiegel. Das Gemeindegebiet umfasst 2,89 km².

## Geschichte
Der Ort wurde 869 erstmals als Jussiaca und 870 als Jussiaca villa erwähnt. Karl der Kahle gab 870 die Kapelle des hl. Hilarius an die Abtei Sankt Arnulf in Metz. Die Ortschaft gehörte früher zum Bistum Metz.
Durch den Frankfurter Frieden vom 10. Mai 1871 kam die Region an das deutsche Reichsland Elsaß-Lothringen, und das Dorf wurde dem Landkreis Metz im Bezirk Lothringen zugeordnet. Die Dorfbewohner betrieben starken Weinbau (4000 Hektoliter jährlich).
Nach dem Ersten Weltkrieg musste die Region aufgrund der Bestimmungen des Versailler Vertrags 1919 an Frankreich abgetreten werden. Im Zweiten Weltkrieg war die Region von der deutschen Wehrmacht besetzt.
1915–1919 und 1940–1944 trug der Ort den eingedeutschten Namen Jussingen.

### Demographie
| Jahr      | 1962 | 1968 | 1975 | 1982 | 1990 | 1999 | 2007 | 2019 |
| Einwohner | 281  | 317  | 368  | 396  | 418  | 475  | 439  | 445  |

## Sehenswürdigkeiten
- Kirche St. Hilaire, einschiffiger spätgotischer Bau des 15. Jahrhunderts, mit integriertem unteren Turmteil eines einst befestigten Turms aus der romanischen Bauzeit[1]

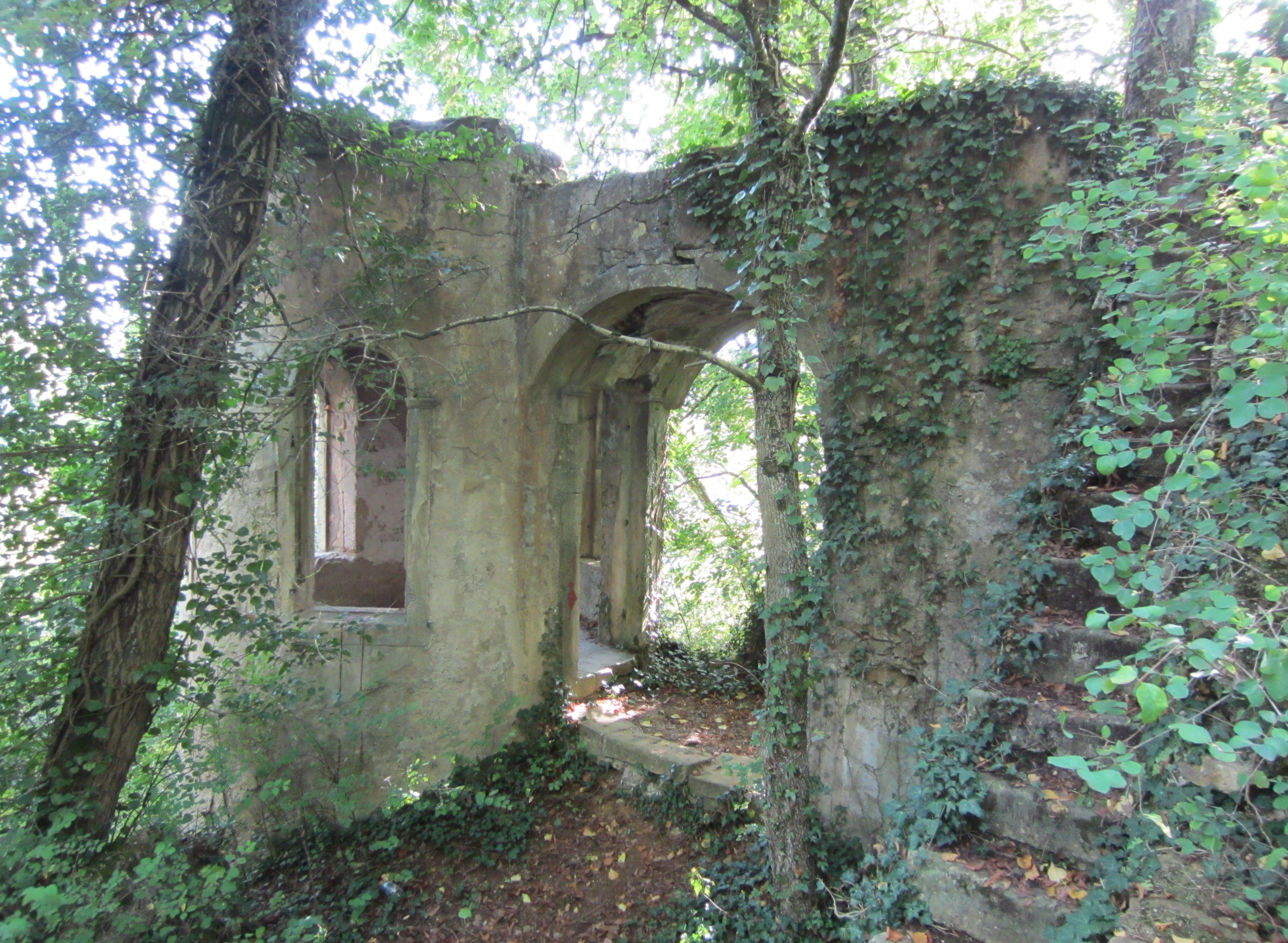
Teufelsturm genannte Ruinen des Schlosses Tinseau
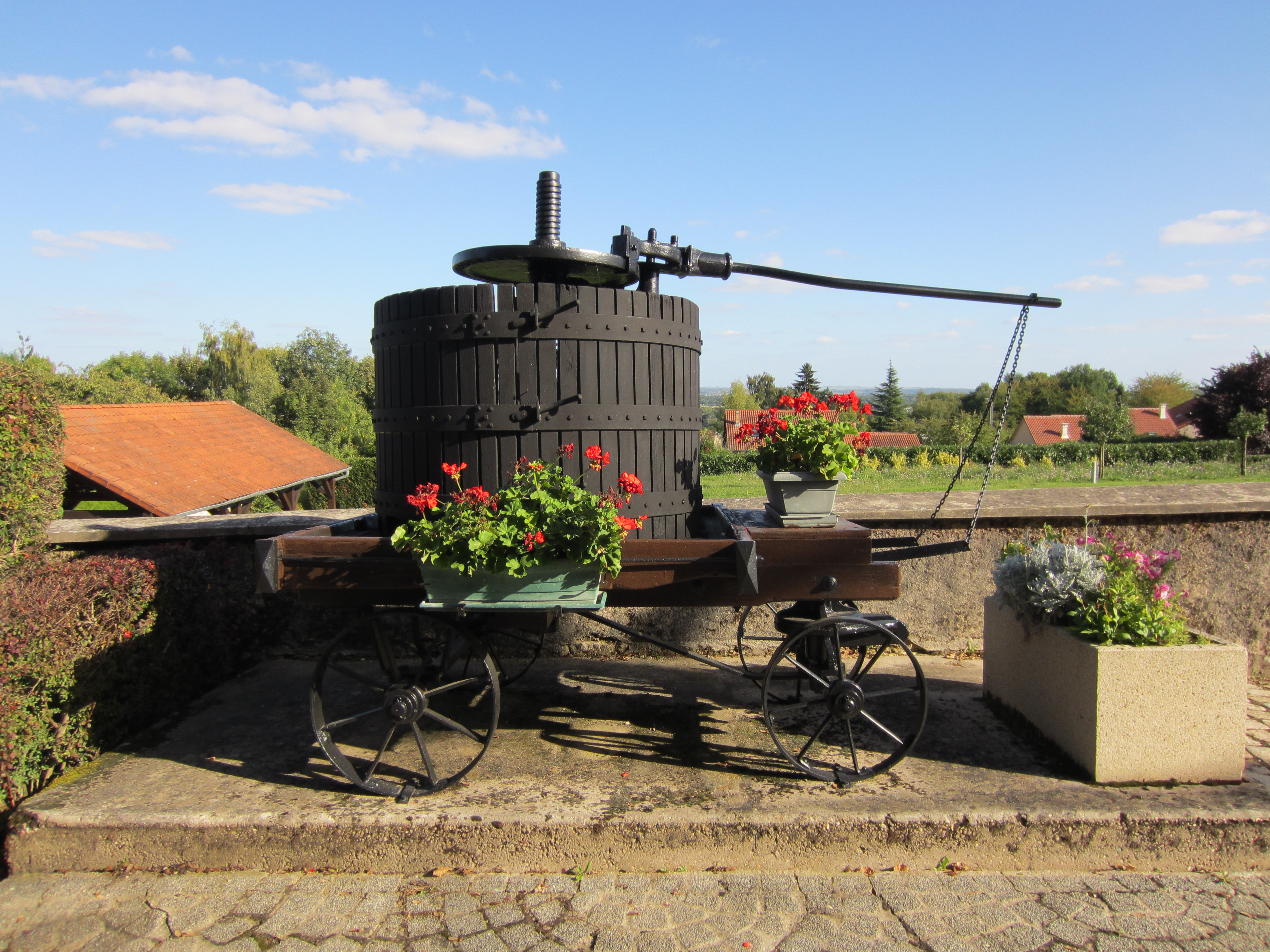
Kelter
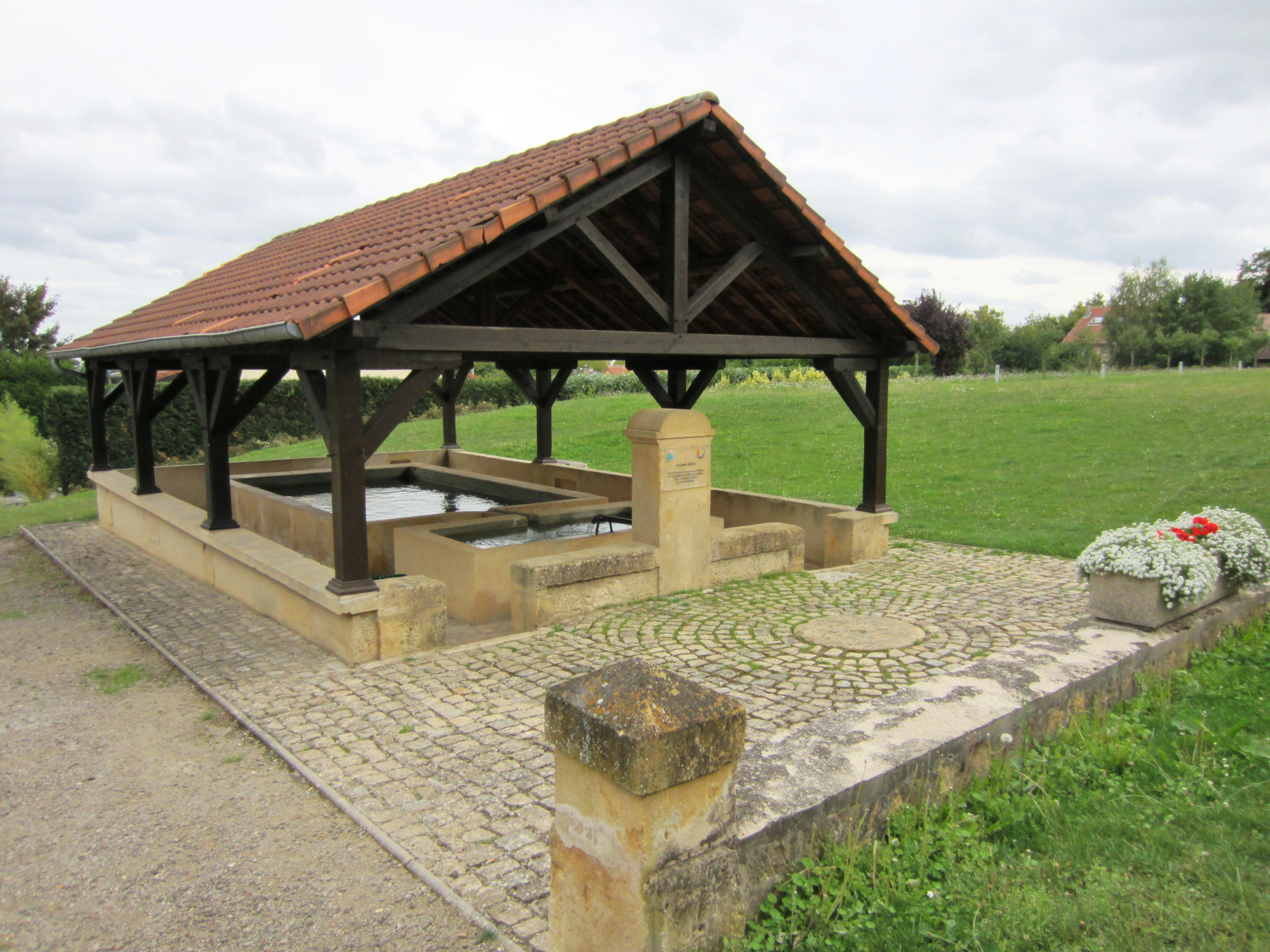
Waschhaus (Lavoir)